# Distretto di Sanmin
Il distretto di Sanmin (三民區S, Sānmín QūP) è un distretto della municipalità di Kaohsiung, situata a Taiwan.